# 高鳴 (演員)
高鳴（1933年4月16日—2017年2月6日），本名劉明哲，曾用藝名為高風，男，生於臺中市，臺灣演員。其弟劉林亦為著名演員，兄弟並曾同台演出。其孫女劉奕兒也同為演員。

## 經歷
高鳴父親劉金約曾任第一屆増選立法委員。劉家五兄弟中除高鳴與劉林之外，老二劉明俊在台中當醫師，老大劉明裁曾任台中市議員，過去還曾以藝名「劉方」拍過電影。五弟曾於台灣省議會任職，另有一個妹妹婚後定居台北。
高鳴畢業於台中體專，年輕時曾是健美先生，並被製片人高仁河引薦進入戲劇圈，和游娟合演台語片《最後的裁判》。接著被中央電影公司看中，成為中影基本演員，拍過《養鴨人家》、《雷堡風雲》、《啞女情深》等國語片，後來又拍過《開張大吉》等幾十部台語片。之後被邵氏公司延攬，拍攝《天下第一劍》、《鬼門關》、《五枝紅杏》等電影，與邵氏提前解約後，曾以自由演員身分參與邵氏在台拍攝的《童子功》，以及嘉禾公司的《奪命金劍》等片。也曾在台灣拍攝過《鴛鴦淺》、《忠孝節義》、《翠玉環》、《西螺七劍》、《保鑣》等多部經典閩南語及國語電視劇。
高鳴曾於2014年揭露罹患了膀胱癌、腎癌、淋巴癌、直腸癌與攝護腺癌。2017年2月6日，高鳴因久病厭世，於新北市萬里區其妻開的卡拉OK店門口上吊自殺，享壽84歲。

## 電視劇
| 年份   | 頻道       | 劇名                       | 角色             |
| 1971年 | 華視       | 《嘉慶君與王得祿》         | 王得祿           |
| 1972年 | 華視       | 《西螺七劍》               | 廖錦堂           |
| 1972年 | 華視       | 《鳳山虎》                 | 林金獅           |
| 1974年 | 華視       | 《唐山客》                 | 雷星雲（葛士弘） |
| 1974年 | 華視       | 《保鑣》                   | 趙天豪           |
| 1983年 | 台視       | 《我愛二姐》               | 陳耀桐           |
| 1987年 | 台視       | 《觀世音收紅孩兒》         | 天魔             |
| 1987年 | 中視       | 《俠女幽魂》               | 葉生             |
| 1989年 | 中視       | 《鋤頭博士》               | 大肚仔           |
| 1995年 | 中視       | 《媽祖拜觀音》             | 縣太爺           |
| 1997年 | 中視       | 《大姐當家》               | 宮本耀輝、阿茂叔 |
| 1997年 | 中視       | 《金色夜叉》               | 鄭父             |
| 1997年 | 民視       | 嘉慶君遊台灣               | 白陽教主         |
| 1998年 | 公視       | 公視人生劇展《畢業典禮》   | 黃三郎           |
| 1998年 | 台視       | 《布袋和尚－變臉》         | 孫明山           |
| 1998年 | 台視       | 《布袋和尚－二度梅》       | 陳東初           |
| 1999年 | 台視       | 《臺灣廖添丁》             | 陳虎鏢           |
| 2000年 | 台視       | 《齊天大聖孫悟空》         | 高員外           |
| 2002年 | 大愛       | 《賣油阿成》               | 林父             |
| 2003年 | 台視       | 《再見阿郎》               | 劉金虎、劉金鵬   |
| 2005年 | 台視       | 《我最愛的人》             | 黃石虎           |
| 2005年 | 華視       | 《舊情綿綿》               | 顏金樹           |
| 2008年 | 三立台灣台 | 《真情滿天下》             | 羅萬福           |
| 2009年 | 民視       | 《夜市人生》               | 江富輝           |
| 2010年 | 三立台灣台 | 《家和萬事興》             | 李萬世           |
| 2015年 | 公視       | 公視人生劇展《愛神卡拉OK》 | 王董             |

## 電影
| 年份 | 片名                                  | 角色   | 導演     |
| 1964 | 《最後的裁判》(原名:苦雨春風)         |        | 高仁河   |
| 1965 | 《養鴨人家》                          |        | 李行     |
| 1965 | 《雷堡風雲 （页面存档备份，存于）》   |        | 李嘉     |
| 1965 | 《啞女情深》                          |        | 李行     |
| 1965 | 《泰山寶藏》                          | 泰山   | 梁哲夫   |
| 1966 | 《開張大吉 （页面存档备份，存于）》   |        | 魏一舟   |
| 1968 | 《天下第一劍 （页面存档备份，存于）》 | 邱一星 | 潘壘     |
| 1970 | 《鬼門關 （页面存档备份，存于）》     |        | 穆時傑   |
| 1970 | 《殺機 （页面存档备份，存于）》       | 黃醫生 | 穆時傑   |
| 1970 | 《女俠賣人頭》                        |        | 鄭昌和   |
| 1971 | 《五枝紅杏 （页面存档备份，存于）》   |        | 井上梅次 |
| 1971 | 《芳華虛度 （页面存档备份，存于）》   |        | 吳家驤   |
| 1971 | 《六刺客》                            |        | 鄭昌和   |
| 1971 | 《童子功》                            |        | 郭南宏   |
| 1971 | 《奪命金劍》                          |        | 黃楓     |
| 2012 | 《陣頭》                              | 阿禪師 | 馮凱     |

## 外部連結
- 高鳴在香港影庫上的簡介
- 高鳴在豆瓣上的资料（简体中文）
- 高鳴在时光网上的簡介（简体中文）